# Anaxibia
Genre
Anaxibia est un genre d'araignées aranéomorphes de la famille des Dictynidae.

## Distribution
Les espèces de ce genre se rencontrent en Asie du Sud-Est, en Asie du Sud et en Afrique subsaharienne.

## Liste des espèces
Selon World Spider Catalog (version 26, 11/07/2025) :
- Anaxibia caudiculata Thorell, 1898
- Anaxibia difficilis (Kraus, 1960)
- Anaxibia folia Sankaran & Sebastian, 2017
- Anaxibia nigricauda (Simon, 1905)
- Anaxibia peteri (Lessert, 1933)
- Anaxibia pictithorax (Kulczyński, 1908)
- Anaxibia rebai (Tikader, 1966)

## Systématique et taxinomie
Ce genre a été décrit par Thorell en 1898 dans les Dictynidae.

## Publication originale
- Thorell, 1898 : « Viaggio di Leonardo Fea in Birmania e regioni vicine. LXXX. Secondo saggio sui Ragni birmani. II. Retitelariae et Orbitelariae. » Annali del Museo Civico di Storia Naturale di Genova, sér. 2, no 19 (39), p. 271-378 (texte intégral).